# De Zeven Provinciën (bedrijf)
De Zeven Provinciën (DZP) was van 1918 tot 1984 een Nederlandse assurantiemaatschappij. Het bedrijf werd op 3 oktober 1918 in Amsterdam opgericht door Philippus van Ommeren, P.A. van Es & Co., Van Es & Van Ommeren, C.B.V. en de Hoven en Henny's Handelsmaatschappij.
G.J. Graichen van Van Es & Van Ommeren was de eerste directeur. Bij de oprichting werden 1000 aandelen van 1000 gulden uitgegeven. Alle verzekeringen konden worden afgesloten behalve levensverzekeringen, maar er werd gespecialiseerd in zee- en transportverzekeringen.
De eerste agentschappen waren Marcella & Roelofs uit Rotterdam en C. Avis Dzn. uit Wormerveer. De maatschappij had een dochter Residentie Assurantie Maatschappij (RAM) en een kantoor in Johannesburg. In 1968 werd besloten tot samenwerking met de AMFAS Groep N.V., houdstermaatschappij van de N.V. Rotterdamse Verzekering Sociëteiten (RVS). Vanaf 1985 ging in Nederland de maatschappij verder onder de naam RVS Verzekeringen.
Tijdens de Tweede Wereldoorlog verbood de bezetter het onderbrengen van verzekeringen bij buitenlandse bedrijven. De Zeven Provinciën nam veel van deze polissen over. Op 1 juli 1942 werd de vennootschap overgenomen door een groep bestaande uit scheepvaartmaatschappijen, banken en industriële ondernemingen, zoals Phs. van Ommeren, de Rotterdamsche Bank en Pierson, Heldring & Pierson, waarna het kantoor in Den Haag werd geopend.

## Amsterdam
In 1915 werd Van Es & Van Ommeren gevestigd in gebouw Bestevaer aan de De Ruyterkade 120 in Amsterdam.

## Rotterdam
Eind oktober 1930 werd een handelsagentschap aan de Wijnhaven 56 in Rotterdam geopend. Vanzelfsprekend brachten de aandeelhouders hun verzekeringen onder bij hun eigen bedrijf.

## Den Haag
Van 1954 tot 1960 is een voormalig kantoorgebouw van de verzekeringsmaatschappij in Centrum Den Haag gebouwd. Dit gebouw heet ook De Zeven Provinciën en staat aan het Lange Voorhout 3.  Boven de gevel voor de dakkapel bevindt zich een bronzen model van het oorlogsschip De Zeven Provinciën, het vlaggenschip van de 17de-eeuwse zeeheld Michiel de Ruijter en naamgever van de verzekeringsmaatschappij.